# Віа Мілітаріс

Via Militaris на карті античної Греції

Віа Мілітаріс (лат. Via Militaris; також відома під назвою Віа Діагоналіс, лат. Via Diagonalis) — римська дорога, збудована за часів імператора Нерона.
Віа Мілітаріс починалась в Сінгідунумі (сьогодні Белград), проходила узбережжям Дунаю через Вімінаціум (зараз Пожаревац), Наіссус (зараз Ніш), Сердика (зараз Софія), Філіппополь (зараз Пловдив), Адріанополь (зараз Едірне) і закінчувалась в Константинополі.
В Адріанополі від неї відгалужувалась Віа Егнатія.
Довжина дороги від Сінгідунума до Константинополя становила 924 кілометри.
В часи середньовіччя дорога зберегла своє значення в зв'язках між Сходом та Заходом. Зокрема, вона використовувалась хрестоносцями під час хрестових походів.
Після завоювання Константинополя в 1453 році Віа Мілітаріс використовувалась турками у військових цілях, зокрема в їх походах на Австрію.
У травні 2010 року під час будівництва Пан-європейського транспортного коридору X (англ. Pan-European Corridor X) в Сербії поблизу Димитровграда були знайдені залишки дороги, які добре збереглись. Восьмиметрова широка дорога була побудована з великих кам'яних блоків і мала дві смуги.